# Adam Courchaine (Eishockeyspieler, 1984)
Adam Courchaine (* 23. Mai 1984 in Winnipeg, Manitoba) ist ein ehemaliger kanadischer Eishockeyspieler, der zuletzt bei Coventry Blaze unter Vertrag stand.

## Karriere
Courchaine begann seine Eishockeykarriere im Jahre 2001 in der kanadischen Juniorenliga Western Hockey League bei den Medicine Hat Tigers. In der Saison 2001/02 wechselte der 1,79 m große Center innerhalb der Liga zu den Vancouver Giants. Nachdem er in seiner zweiten Spielzeit in Vancouver sein Talent unter Beweis stellte, wurden auch die NHL-Scouts auf ihn aufmerksam. Während des NHL Entry Draft 2003 waren es schließlich die Minnesota Wild, die sich für Courchaine entscheiden konnten. Er wurde in der siebten Runde an insgesamt 219. Stelle ausgewählt.
Zur Spielzeit 2005/06 schloss sich der Angreifer dem Farmteam der Minnesota Wild, den Houston Aeros in der American Hockey League, an. Dort blieb der Linksschütze allerdings nur eine Saison und spielte darüber hinaus zwischenzeitlich für die Pensacola Ice Pilots sowie für die Gwinnett Gladiators in der ECHL. Letzten Endes absolvierte er lediglich zehn Partien in der AHL.
Anschließend wechselte Courchaine im Sommer 2006 nach Österreich, wo er fortan für den EK Zell am See in der zweithöchsten österreichischen Liga spielte. Nach einer guten Spielzeit, in der er in 41 Spielen 105 Scorerpunkte für sich verbuchen konnte, nahmen ihn die Füchse Duisburg unter Vertrag. Gleich in seiner ersten Saison gelang ihm der Durchbruch in der Deutschen Eishockey Liga und er gehörte zu den besten Scorern im Team der Füchse. Daraufhin wurde der Kanadier in Sommerpause 2008 vom Ligakonkurrenten DEG Metro Stars unter Vertrag genommen, für die Adam Courchaine bis zur Spielzeit 2011/12 aufs Eis ging. Nach dem Ausstieg des Hauptsponsors Metro AG wurde Courchaines Vertrag nicht weiter verlängert, Ende August 2012 unterschrieb er einen Vertrag bei den Graz 99ers, welcher nach vier Ligaspielen wieder gekündigt wurde. Am 10. Oktober wurde bekannt, dass Courchaine zu den Füchsen Duisburg zurückkehrt, die inzwischen in der drittklassigen Oberliga spielten. Allerdings enthielt der Vertrag eine Ausstiegsklausel im Falle eines Angebotes aus der DEL, was einen Wechsel zu den Krefeld Pinguinen nach der Deutschland-Cup Pause 2012 ermöglichte.
Am 13. Januar 2015 wurde sein Vertrag in Krefeld auf eigenen Wunsch mit sofortiger Wirkung aufgelöst. Noch im gleichen Monat heuerte Courchaine beim EHC Olten in der National League B an, bevor er im Sommer 2015 zum Mountfield HK in die tschechische Extraliga wechselte.
Im August 2016 wurde er vom ungarischen Verein Alba Volán Székesfehérvár, der in der Österreichischen Eishockey-Liga spielt, verpflichtet. Nach nur 16 Spielen wechselte er zum dritten Mal in die DEL, die Düsseldorfer EG verpflichtete Courchaine nach seinem Engagement von 2008 bis 2012 erneut. Nach der Saison 2016/17 erhielt er jedoch keinen neuen Vertrag bei der DEG.
Die Saison 2017/18 verbrachte der Kanadier bei den Coventry Blaze aus der britischen Elite Ice Hockey League. Im Anschluss beendete er seine aktive Karriere.

## Erfolge und Auszeichnungen
- 2004 WHL West First All-Star-Team
- 2008 Teilnahme am DEL All-Star Game
- 2014 DEL-Topscorer

## Karrierestatistik
(Legende zur Spielerstatistik: Sp oder GP = absolvierte Spiele; T oder G = erzielte Tore; V oder A = erzielte Assists; Pkt oder Pts = erzielte Scorerpunkte; SM oder PIM = erhaltene Strafminuten; +/− = Plus/Minus-Bilanz; PP = erzielte Überzahltore; SH = erzielte Unterzahltore; GW = erzielte Siegtore; 1 Play-downs/Relegation; Kursiv: Statistik nicht vollständig)